# Maikro Romero
Maikro Eusebio Romero Esquirol (* 9. Dezember 1972 in Havanna) ist ein ehemaliger kubanischer Boxer, der 1996 Olympiasieger im Fliegengewicht wurde.

## Karriere
1992 bis 1994, 1997, 1999 und 2000 wurde Romero kubanischer Meister. Im Jahr 1996 gewann er bei den Olympischen Spielen in Atlanta die Goldmedaille im Fliegengewicht, er schlug in der ersten Runde den späteren US-amerikanischen Profiweltmeister Eric Morel und gewann das Finale knapp 12 zu 11 gegen Bolat Schumadilow aus Kasachstan. 
Eine Klasse tiefer im Halbfliegengewicht boxend wurde er 1997 in Budapest außerdem Amateurweltmeister.
Bei der kubanischen Meisterschaft des Jahres 1998 unterlag er Yan Barthelemí, gewann aber das Weltcup-Turnier in Peking. Außerdem schlug den US-Amerikaner Brian Viloria auf dem Weg zum Gewinn der Goodwill Games.
1999 schlug er auf nationaler Ebene Barthelemí und gewann gegen Gegner wie den Puerto-Ricaner Ivan Calderón die Panamerikanischen Spiele in Winnipeg. Bei der Weltmeisterschaft in Houston unterlag er aber Lokalmatador Viloria im Finale und musste sich mit dem zweiten Platz zufriedengeben.
In der kubanischen Olympiaqualifikation besiegte er erneut Barthelemí und Yuriolkis Gamboa. Bei den Olympischen Spielen in Sydney unterlag er aber im Halbfinale 12–13 dem späteren Sieger Brahim Asloum und musste sich mit Bronze begnügen.
2001 wurde er bei der Weltmeisterschaft in Belfast in der zweiten Turnierrunde vom Ukrainer Wladimir Sidorenko geschlagen. Zum Ende des Jahres 2001 beendete er seine Karriere.